# Mosopia eudoxusalis
Mosopia eudoxusalis är en fjärilsart som beskrevs av Walker 1858. Mosopia eudoxusalis ingår i släktet Mosopia och familjen nattflyn. Inga underarter finns listade i Catalogue of Life.